# Лоренс (округ, Южная Каролина)
Округ Лоренс (англ. Laurens County) располагается в штате Южная Каролина, США. Административным центром является одноимённый город — крупнейший населённый пункт округа.
По состоянию на 2010 год, численность населения составляла 66 537 человек.

## История
Округ Лоренс был официально образован актом Генеральной Ассамблеи Южной Каролины от 15 марта 1785 года и назван в честь Генри Лоуренса, одного из отцов-основателей США.

## География
В соответствии с данными указанными на сайте центрального статистического органа страны — Бюро переписи населения США, общая площадь округа Лоренс равняется 1875,162 км2, из которых 1851,852 км2 занимает на суша и 23,310 км2 или 1,230% приходится на водную поверхность.

## Население
По данным переписи населения 2000 года в округе проживает 69 567 жителей в составе 26 290 домашних хозяйств и 18 876 семей. Плотность населения составляет 38,00 человек на км2. На территории округа насчитывается 30 239 жилых строений, при плотности застройки около 16,00-ти строений на км2. Расовый состав населения: белые — 71,57 %, афроамериканцы — 26,23 %, коренные американцы (индейцы) — 0,28 %, азиаты — 0,15 %, гавайцы — 0,05 %, представители других рас — 0,95 %, представители двух или более рас — 0,78 %. Испаноязычные составляли 1,94 % населения независимо от расы.
В составе 32,50 % из общего числа домашних хозяйств проживают дети в возрасте до 18 лет, 51,10 % домашних хозяйств представляют собой супружеские пары проживающие вместе, 15,60 % домашних хозяйств представляют собой одиноких женщин без супруга, 28,20 % домашних хозяйств не имеют отношения к семьям, 24,60 % домашних хозяйств состоят из одного человека, 9,80 % домашних хозяйств состоят из престарелых (65 лет и старше), проживающих в одиночестве. Средний размер домашнего хозяйства составляет 2,55 человека, и средний размер семьи 3,01 человека.
Возрастной состав округа: 25,30 % моложе 18 лет, 9,20 % от 18 до 24, 28,50 % от 25 до 44, 23,80 % от 45 до 64 и 23,80 % от 65 и старше. Средний возраст жителя округа 36 лет. На каждые 100 женщин приходится 93,60 мужчин. На каждые 100 женщин старше 18 лет приходится 89,70 мужчин.
Средний доход на домохозяйство в округе составлял 33 933 USD, на семью — 39 739 USD. Среднестатистический заработок мужчины был 30 402 USD против 21 684 USD для женщины. Доход на душу населения составлял 15 761 USD. Около 11,60 % семей и 14,30 % общего населения находились ниже черты бедности, в том числе — 19,60 % молодежи (тех, кому ещё не исполнилось 18 лет) и 13,50 % тех, кому было уже больше 65 лет.